# Srđan Bajčetić
Srđan Bajčetić (nascut el 7 de novembre de 1971 a Zrenjanin) és un futbolista serbi, ja retirat.
Va començar a la Vojvodina, on va mostrar-se com una jove promesa del futbol serbi. El Celta de Vigo el va fitxar la temporada 94/95, però no va destacar a la lliga espanyola, per la qual cosa va ser cedit a l'Estrella Roja de Belgrad.
Posteriorment, jugà a les lligues portuguesa i xinesa.